# بدرینات
بدرینات (به انگلیسی: Badrinath) یک منطقهٔ مسکونی در هند است که در بخش چمولی واقع شده‌است. بدرینات ۳ کیلومتر مربع مساحت و ۲٬۴۳۸ نفر جمعیت دارد و ۳٬۳۰۰ متر بالاتر از سطح دریا واقع شده‌است.